# The Amazing Maze Game
The Amazing Maze Game és una màquina recreativa desenvolupada per Midway, fabricada el 1976.
L'objectiu del joc és que el jugador trobi la seva sortida d'un laberint desafiant davant el seu oponent. Els usuaris poden jugar en solitari i competir contra l'ordinador o jugar contra un amic.